# Традиционалне цркве
Традиционалне цркве или историјске цркве (рус. истори́ческие церкви) јесу оне хришћанске цркве у којима се поред Светог писма за основу учења узима и Свето предање. У њих се убрајају Православна црква, Католичка црква и древноисточне цркве. Једна од њихових основних карактеристика је очување апостолског прејемства као непрекидног низа рукополагања свештенства од времена апостола до данас.
Међутим, у Србији се законски под „традиционалним црквама” подразумијевају оне цркве које имају вишевјековни историјски континуитет и чији је правни субјективитет стечен на основу посебних закона (Српска православна црква, Католичка црква, Словачка евангеличка црква, Реформаторска хришћанска црква и Евангеличка хришћанска црква). Законски критеријум у овом случају није апостолско прејемство.